# 南藤辰馬
南藤 辰馬（なんとう たつま、1990年7月19日 - ）は、日本のレフリー。元ラグビー選手。

## プロフィール
- 京都府出身[1]。
- 選手時代のポジションはウィング(WTB)、フルバック(FB)。
- 身長 177 cm、体重 86 kg

## 略歴
2009年、伏見工業高校卒業後、帝京大学に入る。
2013年、帝京大学卒業後、近鉄ライナーズ(現・花園近鉄ライナーズ)に加入。同年9月14日に行われたジャパンラグビートップリーグ1stステージ第3節のコカ・コーラウエストレッドスパークス（現・コカ・コーラレッドスパークス）戦に先発出場で公式戦初出場を果たした。
2015年、近鉄ライナーズの副将に就任した。
2023年、現役を引退して、レフリーに転向。